# 東方管須蟹
東方管須蟹（学名：Albunea symmysta）为管須蟹科管須蟹屬下的一个种。

## 扩展阅读
- 維基物種上的相關：東方管須蟹